# U-Bahnhof Senefelderplatz

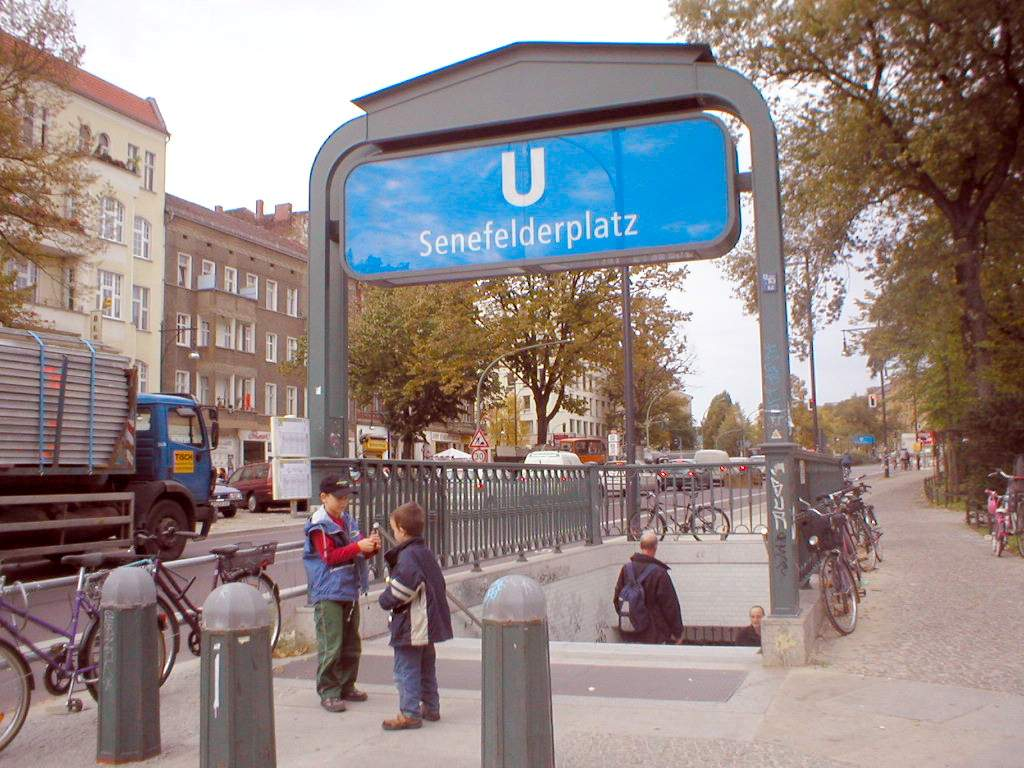
Südlicher Bahnhofseingang an der Schönhauser Allee

Der U-Bahnhof Senefelderplatz ist ein Bahnhof der Linie U2 der Berliner U-Bahn. Er befindet sich unter dem gleichnamigen Platz parallel zur Schönhauser Allee im Ortsteil Prenzlauer Berg des Berliner Bezirks Pankow. Der U-Bahnhof wurde am 27. Juli 1913 im Zusammenhang mit der Streckeneröffnung Alexanderplatz – Nordring in Betrieb genommen. Er wird im Bahnhofsverzeichnis der BVG als Sz bezeichnet und ist 595 Meter vom U-Bahnhof Rosa-Luxemburg-Platz sowie 1065 Meter vom U-Bahnhof Eberswalder Straße entfernt. Der Bahnsteig ist 7,6 Meter breit und 119,2 Meter lang, die Halle ist zwischen 2,6 und 3,1 Meter hoch und wird aufgrund seiner geringen Tiefe unterhalb der Straßendecke von fünf Metern als Unterpflasterbahnhof bezeichnet. Da der Bahnhof seit dem 26. April 2010 einen Aufzug am nördlichen Ausgang zum Verlassen des Bahnsteigs besitzt, wird dieser als barrierefrei bezeichnet. Der Bahnhof ist – genauso wie der Platz – benannt nach Alois Senefelder, dem Erfinder der Lithografie.

## Geschichte

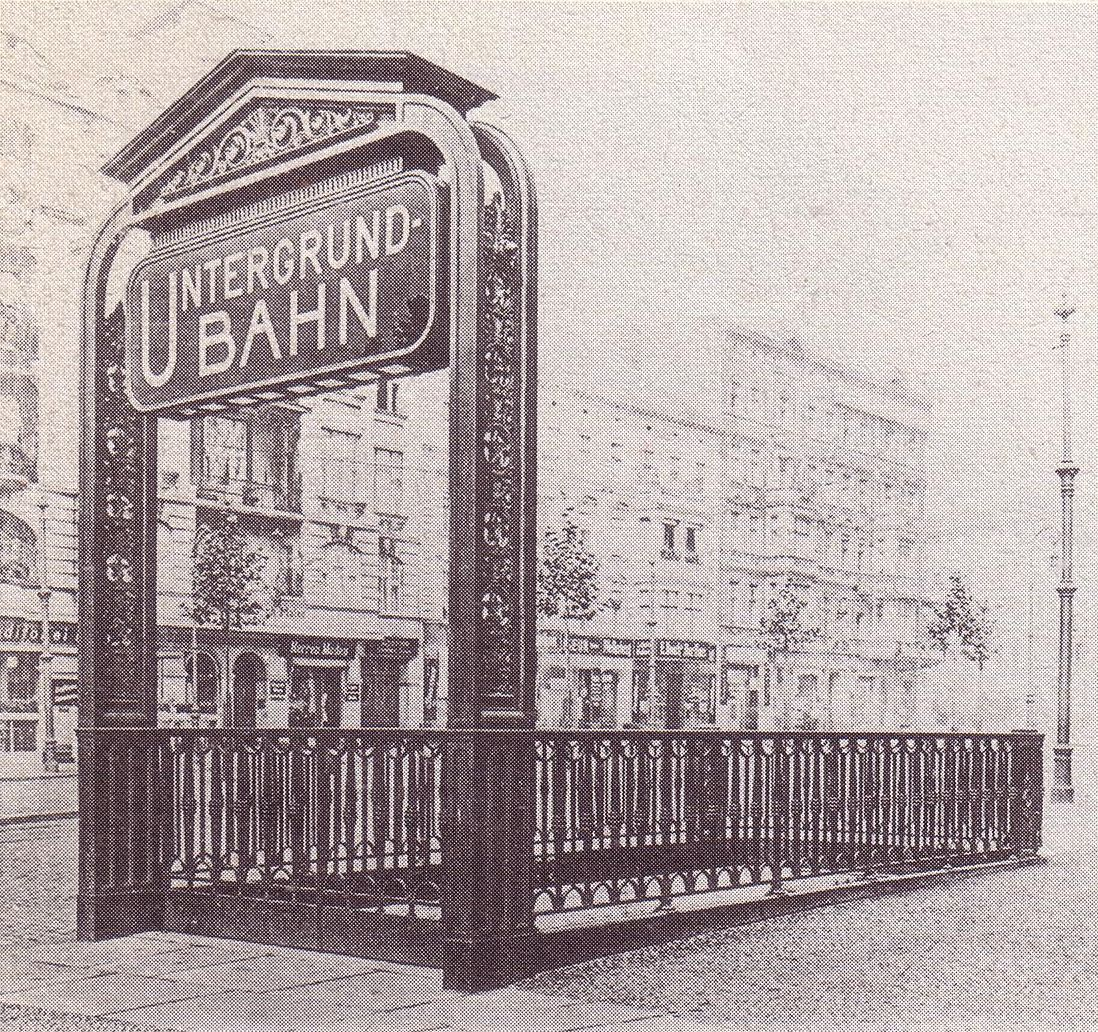
Nördlicher Zugang zum U-Bahnhof, 1913

Es war das grundlegende Ziel der ersten Betreiberin der Berliner Hoch- und Untergrundbahn, der Hochbahngesellschaft, das Zentrum Berlins um den Alexanderplatz zu erschließen, um ihre marktwirtschaftlichen Ziele zu erreichen. Die Pankower Gemeindeverwaltung hatte bereits 1905 eine Anbindung ihrer Gemeinde gefordert, die staatliche Genehmigung für eine Strecke vom Spittelmarkt über Alexanderplatz zum Bahnhof Nordring (heute: Schönhauser Allee) der Ringbahn folgte bereits am 22. Dezember 1907. Die Bauarbeiten begannen im März 1910. Aufgrund der erheblichen Kosten für die unterirdische Strecke am Spittelmarkt einerseits und nicht verlegbarer Sammelkanäle in der Schönhauser Allee andererseits wurde die Strecke nicht komplett unterirdisch, sondern mit einem markanten Hochbahnabschnitt mit den Bahnhöfen Danziger Straße (heute: Eberswalder Straße) und Nordring ausgeführt. Ebenfalls noch in der Schönhauser Allee, aber noch unterirdisch wurde der Bahnhof Senefelderplatz ungefähr am gleichnamigen Platz erbaut. Bis zum 1. Juli 1913 war die Strecke zwischen Spittelmarkt und Alexanderplatz fertiggestellt. Nur wenige Wochen später folgte der zweite, 3,3 Kilometer lange Abschnitt zwischen Alexanderplatz und Nordring.
Für die Gestaltung aller neuen Bahnhöfe beauftragte die Hochbahngesellschaft den schwedischen Architekten Alfred Grenander, der inzwischen zum Hausarchitekten der Hochbahngesellschaft avanciert war und nahezu alle neuen Bahnhöfe entwarf. Grenander wählte für den Bahnhof Senefelderplatz die Kennfarbe Blau und verwendete diese an den Stationsschildern, ansonsten stellt der Bahnhof Senefelderplatz den typischen Standarddurchgangsbahnhof mit schmalen Metallstützen und preußischen Kappen dar. In der Literatur wird ausgeführt, dass der Bahnhof dem Nachbarbahnhof Rosa-Luxemburg-Platz zum Verwechseln ähnlich sei und sich von diesem nur durch die Farbe der Fliesen unterscheide. Drei Bahnsteighäuschen befinden sich im Bahnhof, die alle ebenfalls blau gefliest wurden. Eine Besonderheit besitzt der Bahnhof dennoch weiterhin: Ähnlich wie am U-Bahnhof Kaiserdamm ist die Decke des Bahnhofs nicht gleichmäßig hoch, bedingt durch die Steigung am Prenzlauer Berg, sodass die Bahnsteighalle im südlichen Bereich etwa 2,6 Meter hoch ist (Kleinprofilstandard) und im nördlichen Bahnsteigbereich etwa 3,6 Meter. Des Weiteren befindet sich im Bahnhof Senefelderplatz ein Unterwerk, das die Strecke zwischen Spittelmarkt und Nordring mit Strom versorgt.

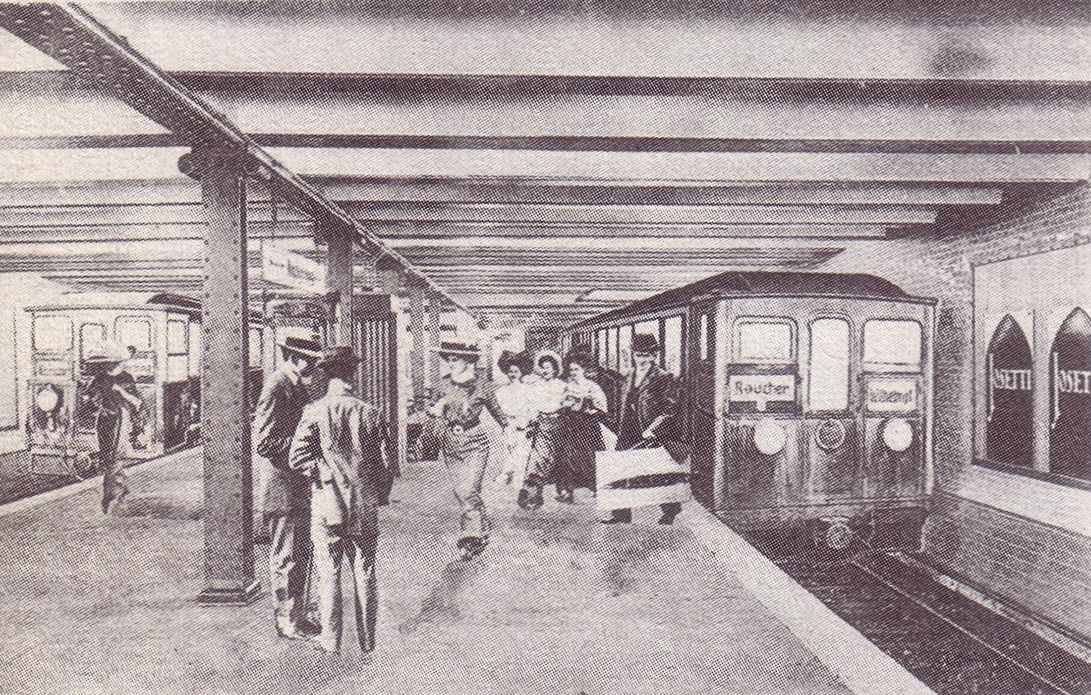
Bahnsteig des U-Bahnhofs, 1913

Im Zweiten Weltkrieg blieb der Bahnhof weitestgehend unbeschädigt, sodass bereits am 26. Mai 1945 der erste Pendelverkehr zwischen Schönhauser Allee und Alexanderplatz wieder aufgenommen werden konnte. Ab 1. August 1945 war wieder ein Umlaufbetrieb zwischen Pankow (Vinetastraße) und Alexanderplatz möglich. In den nächsten Wochen und Monaten konnten zahlreiche Bahnhöfe wiedereröffnet werden, sodass am 15. September 1946 ein vollständiger Zugverkehr zwischen Ruhleben und Pankow möglich war, wenn auch einzelne Bahnhöfe wie beispielsweise der Bahnhof Kaiserhof erst im Jahr 1950 wieder in Betrieb gingen.

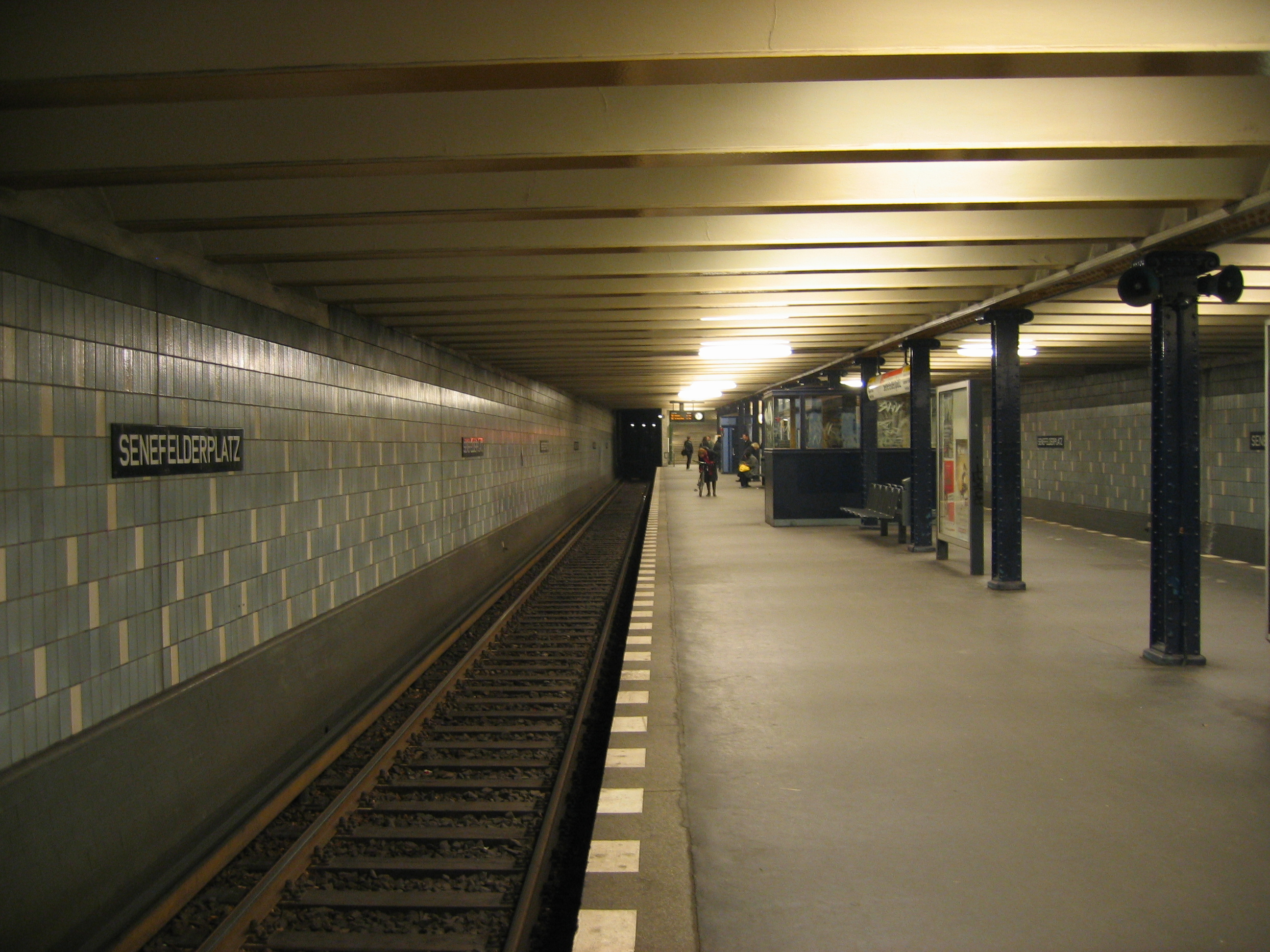
Bahnsteig, umgestaltet in den 1970er Jahren

In den 1970er Jahren ließen die Ost-Berliner Verkehrsbetriebe den Bahnhof umgestalten. Rechteckige blaue und weiße Fliesen aus der Fliesenmanufaktur Boizenburg prägen seitdem das Bild des Bahnhofs. Schwarze Stationsschilder mit großen weißen Buchstaben sollen entfernt an die Bahnhofsschilder der 1920er Jahre erinnern.
Nach der Wiedervereinigung Deutschlands und Berlins änderte sich zunächst relativ wenig am Bahnhof Senefelderplatz. Erst nach dem Jahr 2000 begann die BVG zunächst die beiden Zugänge komplett zu erneuern. Dabei wurden die Eingangsportale nach ursprünglichen Maßstäben rekonstruiert. Zudem ließ die BVG die Eingangshallen mit hellen, weißen Riemchen fliesen, sodass die Gestaltung der beiden Eingänge nicht mehr mit der restlichen Bahnhofsgestaltung korrespondiert. Den Fahrgästen ist der Bahnhof Senefelderplatz besonders dadurch bekannt, dass dort meist die Züge bei einer Streckensperrung des Hochbahn-Viadukts zwischen Eberswalder Straße und Schönhauser Allee enden. Im Jahr 2000 endete und begann am Bahnhof Senefelderplatz der Schienenersatzverkehr mit Bussen Richtung Schönhauser Allee, während eine Komplettsanierung des Viadukts anstand. Gleiches Prozedere wurde bei ähnlichen Streckensperrungen angewandt, unter anderem auch bei der Sanierung 2008/2009.
Da der Bahnhof Senefelderplatz im Vergleich zu anderen Bahnhöfen der U-Bahn-Linie U2 keine besonders hohen Fahrgastzahlen aufweist, plante die BVG in Abstimmung mit Behindertenverbänden und dem Berliner Senat erst nach 2010 einen Aufzug einzubauen, was von verschiedenen Verbänden kritisiert wurde. Da durch Zugausfälle bei der S-Bahn dem Land Berlin mehr Finanzmittel für den öffentlichen Nahverkehr als geplant zur Verfügung stehen, wurden diese in den Bau von Aufzügen investiert. Im Herbst 2009 begannen die Bauarbeiten am nördlichen Eingang, die am 25. April 2010 abgeschlossen werden konnten. Die Kosten dafür beliefen sich auf 750.000 Euro.
Seit dem 20. März 2023 wird der Bahnhof grundlegend saniert. Es wurden unter anderem Risse repariert, neue Fliesen angebracht, sowie Arbeiten am Putz und an der Beleuchtung durchgeführt. Die Sanierungsarbeiten verzögern sich und dauern bis voraussichtlich Mitte 2026 an.

## Anbindung
| Linie | Verlauf |
| ----- | --- |
|       | Pankow – Vinetastraße – Schönhauser Allee – Eberswalder Straße – Senefelderplatz – Rosa-Luxemburg-Platz – Alexanderplatz – Klosterstraße – Märkisches Museum – Spittelmarkt – Hausvogteiplatz – Stadtmitte – Mohrenstraße – Potsdamer Platz – Mendelssohn-Bartholdy-Park – Gleisdreieck – Bülowstraße – Nollendorfplatz – Wittenbergplatz – Zoologischer Garten – Ernst-Reuter-Platz – Deutsche Oper – Bismarckstraße – Sophie-Charlotte-Platz – Kaiserdamm – Theodor-Heuss-Platz – Neu-Westend – Olympia-Stadion – Ruhleben |

Am U-Bahnhof bestehen lediglich Umsteigemöglichkeiten zur Nachtlinie N2 der BVG.